# Lithocarpus mianningensis
Lithocarpus mianningensis là một loài thực vật có hoa trong họ Cử. Loài này được Hu mô tả khoa học đầu tiên năm 1951.